# Cleora cultrata
Cleora cultrata là một loài bướm đêm trong họ Geometridae.